# Tigemonam
Tigemonam là một loại kháng sinh monobactam.